# 野月まひる
野月 まひる（のつき まひる ）は、日本の女性声優。主にアダルトゲームに出演。

## 人物
- ライアーソフト作品への声あてが多い。
- 野月を「のづき」と読まれることが多いが、「のつき」である。
- 野月「まひる」と名乗り出したところ、金田まひるから「なぜまひるという名前にしたのか」と電話があった。

## 出演
太字はメインキャラクター。

### アダルトゲーム
2003年
- 虹の彼方に（初瀬菜々美、新田佑子）
- Angel Crown（塩野義未紗）
- Little Little Election（フウナ）

2004年
- Forest（刈谷真季）
- カラフルハート 〜12コのきゅるるん♪〜（荏柄苺）
- ANGEL BULLET（スーザン・M・マクグラレン）

2005年
- SEVEN-BRIDGE（スラーヴァ）

2006年
- 蒼天のセレナリア（コニー・イル・リクール、シュプララプセール女王種）
  - 蒼天のセレナリア FAN DISC（コニー・イル・リクール）

2007年
- Round a Go! Go!（コニー・イル・リクール）
- 赫炎のインガノック（アティ、ペトロヴナ）

2008年
- 魔都拳侠傳 マスクド上海（窮奇）
- 漆黒のシャルノス / Fullvoice ReBORN（2008年 - 2011年、シャーロット・ブロンテ、ロビン・ファネル）
- Maple Colors 2（仁科すみれ）

2009年
- 紅殻町博物誌（人見十湖）
- 白光のヴァルーシア（アナ）

2010年
- 信天翁航海録（シサム、キサラ）
- 紫影のソナーニル -What a beautiful memories-（エリシア・ウェントワース）

2011年
- ハチポチ（アティ、シャーロット・ブロンテ、人見十湖、アナ、シサム、キサラ）
- オイランルージュ -花魁艶紅-（お夏）
- 花散峪山人考（いち、千種初美）

2012年
- 屋上の百合霊さん / ～フルコーラス～（2012年 - 2018年、三山音七、稲本美夕）
- 星継駅擾乱譚（沙流江）
- 星継駅淫乱譚（沙流江）

2013年
- 星継駅蒐集箱（瑛、シラギク・A）
- 虚ノ少女（砂月、茅原冬見）

2016年
- 大迷宮&大迷惑 〜GREAT EDGES IN THE ABYSS〜（ニコライト・ペルシャイド）

2018年
- 瞬旭のティルヒア 〜What a beautiful dawn〜（お稲）

2019年
- ALPHA-NIGHTHAWK（ヴァネッサ・メスキダ）

2020年
- 虚ノ少女《NEW CAST REMASTER EDITION》（砂月、茅原冬見）
- 天ノ少女（茅原冬見）

2022年
- エヴァーメイデン ～堕落の園の乙女たち～（パヴォーネ、アドラー）